# Eleccions legislatives gregues de 2007

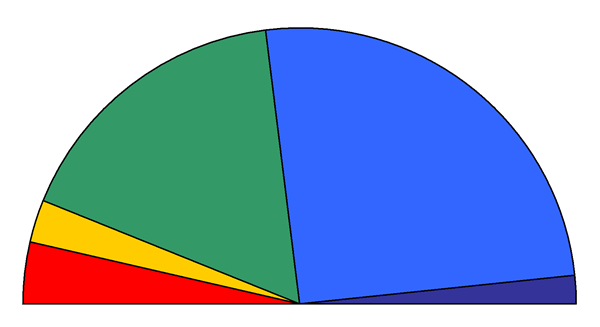
Repartiment d'escons a les eleccions de 2007

Les eleccions legislatives gregues de 2007 se celebraren el 16 de setembre de 2007. El partit més votat fou Nova Democràcia, i el seu cap Kostas Karamanlís va formar govern.

## Resultats
| Partit | Partit                                                                                 | Líder                          | Vots      | %      | +/–   | Escons | +/– |
| --- | -------------------------------------------------------------------------------------- | ------------------------------ | --------- | ------ | ----- | ------ | --- |
| | Nova Democràcia                                                                        | Kostas Karamanlís              | 2,995,479 | 41.83  | –3.52 | 152    | –13 |
| | PASOK                                                                                  | Georgios Andreas Papandreu     | 2,727,853 | 38.10  | –2.45 | 102    | –15 |
| | Partit Comunista de Grècia                                                             | Aleka Papariga                 | 583,815   | 8.15   | +2.26 | 22     | +10 |
| | Coalició de l'Esquerra Radical                                                         | Alekos Alavanos                | 361,211   | 5.04   | +1.78 | 14     | +8  |
| | Reagrupament Popular Ortodox                                                           | Georgios Karatzaferis          | 271,764   | 3.80   | +1.61 | 10     | +10 |
| | Verds Ecologistes                                                                      | Ioanna Kontouli                | 75,529    | 1.05   | —     | 0      | —   |
| | Renaixement Democràtic                                                                 | Stelios Papathemelis           | 57,189    | 0.80   | —     | 0      | —   |
| | Unió de Centristes                                                                     | Vasilis Levendis               | 20,822    | 0.29   | +0.03 | 0      | —   |
| | Partit Comunista de Grècia (marxista-leninista)                                        | Gr. Konstantopoulos            | 17,561    | 0.24   | +0.09 | 0      | —   |
| | Front d'Esquerra Radical                                                               | D. Desillas                    | 11,859    | 0.17   | +0.02 | 0      | —   |
| | Esquerra Unida Anticapitalista¹                                                        | Konstantinos Papadakis, et al. | 10,595    | 0.15   | +0.05 | 0      | —   |
| | Partit Comunista Marxista-Leninista de Grècia                                          | Antonis Papadopoulos           | 8,088     | 0.11   | +0.05 | 0      | —   |
| | Aliança Liberal                                                                        | Fotis Perlikos                 | 7,516     | 0.11   | —     | 0      | —   |
| | Partit Liberal                                                                         | Manolis Kaligiannis            | 3,092     | 0.04   | ±0    | 0      | —   |
| | OAKKE                                                                                  | Ilias Zafiropoulos             | 2,494     | 0.03   | ±0    | 0      | —   |
| | Partit Socialista Combatent de Grècia²                                                 | Nikos Kargopoulos              | 2,099     | 0.03   | –0.01 | 0      | —   |
| | Ecologistes Grecs³                                                                     | Dimosthenis Vergis             | 1,740     | 0.02   | —     | 0      | —   |
| | Llum – Veritat – Justícia (Φως – Αλήθεια – Δικαιοσύνη)³                                | Konstantinos Melissourgos      | 970       | 0.01   | —     | 0      | —   |
| | Independents                                                                           |                                | 574       | 0.00   | ±0    | 0      | —   |
| | Hellas Democràtic Universal (Δημοκρατική Παγκόσμιος Ελλάς)³                            | Stergios Krikelis              | 10        | 0.00   | —     | 0      | —   |
| | Desenvolupament Regional Urbà (Περιφερειακή Αστική Ανάπτυξη)³                          | Nikolaos Kolitis               | 5         | 0.00   | —     | 0      | —   |
| | Partit Democràcia Cristiana Nova Salvació (Νέο Κόμμα Σωτηρίας Χριστιανική Δημοκρατία)³ | Alkiviadis Stoilis             | 1         | 0.00   | —     | 0      | —   |
| Vots vàlids | Vots vàlids                                                                            | Vots vàlids                    | 7,160,265 | 100.00 |       | 300    |     |
| Vots nuls | Vots nuls                                                                              | Vots nuls                      | 148,421   | 2.02   |       |        |     |
| Vots blancs | Vots blancs                                                                            | Vots blancs                    | 47,608    | 0.65   |       |        |     |
| Vots Totals | Vots Totals                                                                            | Vots Totals                    | 7,356,294 |        |       |        |     |
| Cens electoral | Cens electoral                                                                         | Cens electoral                 | 9,921,893 |        |       |        |     |
| Participació | Participació                                                                           | Participació                   | 74,14%    |        |       |        |     |
| - Font: Ministeri de l'Interior, Administració Pública i Descentralització Arxivat 2009-04-21 a Wayback Machine. - Notes: - ¹Els resultats d'Esquerra Unida Anticapitalista són comparats amb els resultats del 2004 de la Coalició Anticapitalista - ² El Partit Socialista Combatent de Grècia participà a 2/5 de les constituències del país. - ³ El partit presentà candidatura almenys en dues constituències. |                                                                                        |                                |           |        |       |        |     |